# Knockers
Knockers, auch Knacker, Bwca (walisisch), Bucca (kornisch), Coblyn (Wales), Tommyknockers (USA), ist der Name von Kobolden oder Berggeistern in Wales oder Cornwall. Der Name leitet sich von ihrer Angewohnheit ab, an die Wände von Bergwerken zu klopfen. Auch die Púcas, die in ihrer unterirdischen Lebensweise den Knockers sehr ähnlich sind, werden in Wales und Cornwall Bwca bzw. Bucca genannt.

## Legenden
Die Knockers sind das Äquivalent zu den irischen Leprechauns und Cluricauns sowie zu den englischen oder schottischen Brownies. Die Knockers sind ca. 0,61 m groß, leben unter der Erde und sind üblicherweise wie Bergleute gekleidet. In den Bergwerken treiben sie Unfug mit den Bergleuten, stehlen ihr Werkzeug und die Lebensmittel oder erschrecken sie. Ihr Klopfen deutet man als Hammerschläge, um die Stollen einstürzen zu lassen. Die kornischen Bergleute allerdings halten Buccas für gute Geister, die einst selber Bergmänner waren, dann verunglückten und nun ihre Nachfolger vor der Gefahr warnen. In den vielen Zinnminen Cornwalls gab es immer wieder schwere Stolleneinstürze, und deshalb ließen die Bergleute für diese Warnung immer ein paar Bissen ihrer Mahlzeiten im Stollen als Dank zurück.
Als in den Minen von Pennsylvania Anfang des 18. Jahrhunderts immer mehr walisische und kornische Bergleute, genannt Cousin Jacks, zu arbeiten begannen, brachten sie diese Legenden aus der alten Heimat mit in die USA. In neue Minen wollten diese nur einfahren, wenn man ihnen versicherte, die Buccas seien bereits vor Ort. Noch im Jahr 1956 brachten Minenarbeiter eine Petition ein, den Stolleneingang einer zu schließenden Mine nicht zu vermauern, damit die Buccas ungehindert in ein anderes Bergwerk wandern könnten. Schließlich bewilligte die Werksdirektion das Ansuchen.